# Алтайский государственный университет
Алта́йский госуда́рственный университе́т (АлтГУ) — высшее учебное заведение, классический университет в Алтайском крае. Образован сразу как классический университет (1973). Ведёт учебную, научную и культурно-просветительскую деятельность. Расположен в Барнауле с филиалами в городах и сёлах края. В апреле 2017 года стал одним из региональных опорных университетов.  Признан университетским центром инновационного, технологического и социального развития (распоряжение Минобрнауки РФ от 19 декабря 2017 года № Р-1002).

## Рейтинги
|                                                   | 2022    | 2021    | 2020    | 2019 | 2018    | 2017    | 2016    | 2015    |
| Глобальные рейтинги                               |         |         |         |      |         |         |         |         |
| QS World University Rankings                      | 521-530 | 561-570 | 571-580 | -    | 601-650 | -       | -       | -       |
| THE Impact Rankings                               | 201-300 | 101-200 | 95      | 58   | -       | -       | -       | -       |
| QS Top 50 Under 50                                | -       | -       | 91-100  | -    | 91-100  | -       | -       | -       |
| SCImago Institutions Rankings                     | -       | -       | 761     | 786  | 752     | 692     | -       | -       |
| Региональные рейтинги                             |         |         |         |      |         |         |         |         |
| QS University Rankings: BRICS                     | -       | -       |         | 98   | 94      | 131-140 | 141-150 | 151-200 |
| QS University Rankings: EECA                      | -       | -       | 142     | 144  | 115     | 121-130 | 121-130 | -       |
| Национальные рейтинги РФ                          |         |         |         |      |         |         |         |         |
| Национальный рейтинг университетов ИА «ИНТЕРФАКС» | -       | -       |         | 39   | 42-44   | 25-27   | 42-44   | 58      |
| Рейтинг лучших вузов RAEX                         | 52      | 49      | 44      | 50   | 50      | 46      | 47      | 57      |

Занимает 20-е место в предметном рейтинге вузов (география) по версии рейтингового агентства "РАЭКС Аналитика" . 
Входит в число участников Международного рейтинга «Три миссии университета» в диапазоне 1501-1750.
В 2024 году вошел в пилотный рейтинг вузов стран БРИКС на позициях 401-450.
Также можно посмотреть всю историю участия вуза в рейтингах RAEX.

## История
Открытию университета предшествовала большая работа, проведенная Алтайским краевым комитетом партии. Первый секретарь крайкома КПСС Александр Васильевич Георгиев в своей служебной записке «Об организации Алтайского государственного университета» в Минвуз СССР 6 декабря 1972 года обосновал необходимость открытия в Алтайском крае нового высшего учебного заведения с многопрофильным обучением: регион остро нуждался в высококвалифицированных специалистах.
В 1972 году крайком КПСС и крайисполком обратились к Генеральному секретарю ЦК КПСС Л. И. Брежневу с аргументированным письмом об открытии на Алтае университета. 27 декабря 1972 года секретариат ЦК КПСС рассмотрел его и признал создание Алтайского университета вполне обоснованным и своевременным. 31 декабря 1972 года бюро крайкома и крайисполком приняли постановление «Об организации Алтайского государственного университета», в котором определили практические меры по созданию вуза. 27 марта 1973 года Совет Министров СССР принял Постановление № 179 об открытии университета в Барнауле. 25 мая 1973 года соответствующее Постановление № 279 принял Совет министров РСФСР. Во исполнение принятых решений министры высшего и среднего специального образования СССР и РСФСР издали приказы № 274 и 229 об организации Алтайского государственного университета. В сентябре 1973 года в АГУ начался учебный процесс.
Приказом Минвуза РСФСР № 253 от 29 мая 1973 года была обозначена первоначальная структура университета. В соответствии с ней университет должен был иметь пять факультетов: историко-филологический, юридический, экономический, химико-биологический, физико-математический. Обучение предусматривалось по 9 специальностям: истории, филологии, юриспруденции, экономике труда, планированию и организации промышленного производства, химии, биологии, физике, математике, экономической кибернетике. Открытие этих специальностей предполагалось поэтапно. В 1973 году началась подготовка историков, филологов, юристов, экономистов. В следующем году — химиков, биологов, математиков, физиков. В дальнейшем структура университета подверглась некоторым изменениям.
В 1973 году начали функционировать юридический и историко-филологический факультеты, ещё не утверждённые Минвузом РСФСР (приказ об их организации издан 2 января 1974 года). 29 мая по рекомендации краевого комитета КПСС министр высшего и среднего специального образования РСФСР назначил ректором Алтайского государственного университета кандидата исторических наук доцента Неверова Василия Ивановича.
В 1986 году Алтайский госуниверситет возглавил ректор Валерий Леонидович Миронов. В 1993 году в университете было уже 10 факультетов и отделений, в составе которых 54 кафедры, 19 специальностей, 6000 студентов. Среди профессорско-преподавательского состава 2 член-корреспондента РАН, 39 докторов наук и профессора, 238 кандидатов наук. В 1991 году открыт первый диссертационный совет по защите кандидатских диссертаций по социологии.
В 1997 году ректором Алтайского госуниверситета стал Юрий Федорович Кирюшин. В 2003 году в вузе 15 факультетов и 1 отделение, 81 кафедра, 56 специальностей и направлений, 6 филиалов на территории Алтайского края. Открыты факультеты: социологии (1990), политических наук (1990), искусств (1993), педобразования (2001), открытого образования (2003), психологии и философии (2004). В вузе начинают работать:
- 7 докторских и 6 кандидатских диссертационных советов.
- 19 научных школ.
- 4 НИИ
- Центр интернет-образования.
- 5 музеев и картинная галерея.

В марте 2016 года ректором вуза переизбран Сергей Валентинович Землюков, занимающий эту должность с 2011 года. Своей целью в предвыборной программе он ставил «опережающее развитие» Алтайского государственного университета «как крупного международного научно-образовательного и культурного центра в азиатском регионе». Президентом Алтайского госуниверситета с 2011 года является Юрий Федорович Кирюшин.
В апреле 2017 года университет получил статус опорного.
В 2019 году ректором АлтГУ избран Сергей Николаевич Бочаров.

## Учебная и научная деятельность
В университете ведется обучение по 84 специальностям и направлениям, 57 магистерским программам. Прием в аспирантуру осуществляется по 58 специальностям и в докторантуру по 20 специальностям в области физико-математических, химических, биологических, технических, исторических, экономических, философских, филологических, юридических, педагогических, психологических, социологических, политических наук, искусствоведения и наук о земле.
Алтайский государственный университет представляет собой крупный научный комплекс, в состав которого входят 3 научно-исследовательских института, проблемные лаборатории, в том числе совместные с институтами РАН, научные центры, технопарк, научно-исследовательский сектор. В последние годы университетом разработаны новые технологии аэрокосмического зондирования земных покровов, получены 7 патентов на высокоэффективные технологии переработки отходов ежегодно возобновляемого сырья, созданы мониторинговые полигоны на землях агролесхозов Алтайского края, завершены и выполняются крупные работы в области информационных технологий и современных технологий образования.

### Институты
- Институт истории и международных отношений
- Международный институт экономики, менеджмента и информационных систем
- Юридический институт
- Институт математики и информационных технологий
- Институт цифровых технологий, электроники и физики
- Институт химии и химико-фармацевтических технологий
- Институт биологии и биотехнологии
- Институт географии
- Институт гуманитарных наук
- Колледж[21]

### Научные и научно-образовательные учреждения
- Научно-образовательный комплекс «Живые системы»
  - Научно-экспертный совет по биотехнологии;
  - НИИ биологической медицины;
  - Российско-американский противораковый центр (совместно с Университетом штата Аризона);
  - Алтайский центр прикладной биотехнологии;
  - Инжиниринговый центр «Промбиотех»;
  - Лаборатория биоинженерии (совместно с Институтом химической биологии и фундаментальной медицины СО РАН);
  - Лаборатория противовирусных соединений (совместно с Drug Innovation Ventures at Emory, LLC, Атланта, США).
- Научно-образовательный комплекс «Рациональное природопользование и геоэкологический мониторинг для устойчивого развития природно-хозяйственных систем»
  - Лаборатория мониторинга геосферно-биосферных процессов на базе АлтГУ совместно с Институтом мониторинга климатических и экологических систем СО РАН, г. Томск.
  - Лаборатория физических проблем мониторинга агросистем на базе АлтГУ совместно с Институтом физики им. Л.В. Киренского КНЦ СО РАН, г. Красноярск.
  - Лаборатория космического мониторинга и вычислительных технологий на базе АлтГУ совместно с Институтом вычислительных технологий СО РАН, г. Новосибирск.
  - Лаборатория комплексных исследований природных и социально-экономических систем в области адаптации к глобальным изменениям окружающей среды на базе АлтГУ совместно с Московским государственным университетом имени М.В. Ломоносова и Институтом водных и экологических проблем СО РАН.
- Лаборатория мониторинга геосферно-биосферных процессов на базе АлтГУ совместно с Институтом мониторинга климатических и экологических систем СО РАН, г. Томск.
- Лаборатория физических проблем мониторинга агросистем на базе АлтГУ совместно с Институтом физики им. Л.В. Киренского КНЦ СО РАН, г. Красноярск.
- Лаборатория космического мониторинга и вычислительных технологий на базе АлтГУ совместно с Институтом вычислительных технологий СО РАН, г. Новосибирск.
- Лаборатория комплексных исследований природных и социально-экономических систем в области адаптации к глобальным изменениям окружающей среды на базе АлтГУ совместно с Московским государственным университетом имени М.В. Ломоносова и Институтом водных и экологических проблем СО РАН.
- Научно-исследовательский центр «Центр социально-экономических исследований и региональной политики».
- Научно-исследовательский центр «Научно-исследовательский центр нанонаук, технологий и материалов».
- Научно-исследовательский центр «Региональный научно-методический центр правовой и технической защиты информации».
- Научно-исследовательский центр УНЛ «Алтайская школа политических исследований»
- Центры коллективного пользования:
  - «Биологическая медицина и биотехнология»
  - «Материаловедение»
  - «Геоэкологический мониторинг»
  - «Информационные технологии и высокопроизводительные вычисления»[22]
- НИИ экологического мониторинга
- НИИ гуманитарных исследований
- НИИ древесных термопластиков
- Алтайская школа политических исследований
- Ботанический сад
- Исследование влияние порнографии на продвижение продукта
- Гербарий ALTB (насчитывает 80 тыс. листов[23])
- Центр политического анализа и технологий
- Психологический центр «PSY — контакт»
- Музей археологии и этнографии Алтая
- Барнаульский городской центр новых информационных технологий
- Центр оценки качества JoJo’s Bizarre Adventur
- НИЛ обработки изображений из космоса
- Научно-образовательный центр комплексных исследований проблем молодежи
- Издательство

### Филиалы
АлтГУ имеет ряд филиалов в городах и сёлах Алтайского края: Белокуриха (открыт в 1996), Бийск (открыт в 2001), Рубцовск (открыт в 1996) и Славгород.

## Достижения и награды
- Член Ассоциации классических университетов России.
- Два года подряд, в 2004 и 2005, независимым общественным Советом конкурса "Золотая медаль «Европейское качество» проводимым под патронажем Совета Федерации РФ, Алтайский государственный университет включен в число 100 лучших вузов России, а его ректор — Землюков С. В. — признан ректором года и награждён золотыми медалями[24][25].
- В 2009 году в международном рейтинге «Вебометрикс» АлтГУ вошёл в пятерку лучших вузов России по веб-ресурсам[26].
- В 2014 году агентство «Эксперт РА», включило вуз в список лучших высших учебных заведений Содружества Независимых Государств, где ему был присвоен рейтинговый класс «Е»[27].
- QS University Rankings BRICS включил в 2015 году АлтГУ в список 150 лучших высших учебных заведений стран БРИКС. Университет разделил 141—150 позицию с Казанским национальным исследовательским технологическим университетом, Нанкинским университетом аэронавтики и астронавтики и другими вузами. Сообщалось, что АлтГУ продемонстрировал наибольший рост из российских вузов, поднявшись на 46 пунктов и войдя в топ-150. По итогам 2014 года АлтГУ занимал 151—200 место[28].
- В 2020 году университет был включен в топ-100 рейтинга University Impact Rankings, который составляет британский журнал Times Higher Education (THE). Рейтинг включает в себя вузы по уровню их влияния на устойчивое развитие общества и вклада в достижение целей устойчивого развития ООН[29].